# Pseudomunida fragilis
Pseudomunida fragilis is een tienpotigensoort uit de familie van de Eumunididae. De wetenschappelijke naam van de soort is voor het eerst geldig gepubliceerd in 1979 door Haig.